# 文蒂米利亚
文蒂米利亚（義大利語：Ventimiglia，[ventiˈmiʎʎa]，[vɛ̃timij]，[venteˈmiʎɔ]）是意大利因佩里亚省的一个市镇。总面积54.06平方公里，人口25693人，人口密度475.3人/平方公里（2009年）。ISTAT代码为008065。
文蒂米利亚（義大利語：Ventimiglia）名稱來自古利古里亞語 ，意為因泰梅利人（Intemelii）的首都。後被羅馬化為，再轉為、，最後成為意大利語中的。故此雖然與意大利語數字「二萬」（venti miglia，「二十」+「千」）極為相近，卻只是一個巧合。

## 友好城市
- 義大利皮亚扎阿尔梅里纳